# Міське поселення Волоколамськ
Міське поселення Волоколамськ — міське поселення розташоване на федеральній трасі «Балтія» за 124 км на північний захід від Москви.
Його центром є місто обласного підпорядкування Волоколамськ Московської області Росії.

## Міське поселення Волоколамськ
До складу міського поселення Волоколамськ окрім однойменного міста також входить 7 сіл.
Склад міського поселення Волоколамськ (в дужках кількість населення станом на 2010 рік):
- Місто Волоколамськ (27616)
- Село Горки (26)
- Село Жданово (67)
- Село Івановське (577)
- Село Муромцево (18)
- Село Тимково (25)
- Село Хворостиніно (29)
- Село Ченці (329)[1].

## Символіка
Сучасний герб Волоколамська затверджений 10 березня 2006 року. На срібному щиті зелені тркутні укріплення з бастіонами на кутах. У вільній частині герб Московської області. Прапор Волоколамська створений за мотивами герба міста.